# Заинская ГРЭС
Заинская ГРЭС (полное официальное название — «Заинская Государственная районная электростанция имени 50-летия СССР» АО «Татэнерго») — крупнейшая тепловая конденсационная электростанция Татарстана, расположенная в городе Заинск вблизи Заинского водохранилища на реке Зай. Является крупнейшим производителем электричества в республике Татарстан. Является филиалом АО «Татэнерго».

## История
Основанием для начала проектирования ГРЭС было распоряжение Совета Министров СССР «О строительстве Заинской Государственной электрической станции в районе с. Заинск» от 17 мая 1955 года. В выборе места для строительства будущей электростанции географическое положение Заинска сыграло немаловажную роль, ведь станция должна была решать задачи по устойчивой электрической связи Европейской энергосистемы с системами Урала и Сибири. Проектирование станции было поручено Киевскому отделению Государственного проектного института «Теплоэлектропроект». В 1955 году группа инженеров прибыла в Заинский район, выбрала место для строительства и отвела территорию в размере 2450 га. На территории будущего водохранилища начали вырубку лесного массива. За первые три года трестом «Альметьевнефтестрой», которому было поручено строительство станции, была введена в строй линия электропередачи Альметьевск-Заинск. Был построен бетонный завод, деревообрабатывающий цех, пропарочные камеры и другие подсобные предприятия. Был построен временный жилой поселок, котельная и ряд объектов соцкультбыта.
По первоначальному проекту ГРЭС должна была работать на каменном угле, мощность её определялась в 600 МВт. Однако, проект пересмотрели в пользу мазута и природного газа, и в 1959 году была определена окончательная мощность — 1200 МВт. В Заинск стали прибывать различные субподрядные организации. В июне 1961 года была установлена первая труба. По завершении строительства гидроузла началось заполнение пруда-охладителя — Заинского водохранилища. В июне 1966 года одновременно со строительством первой очереди началась установка ещё шести энергоблоков по 200 МВт каждый. Когда электростанция достигла полной проектной мощности в 2,4 ГВт, Государственная комиссия приняла весь комплекс Заинской ГРЭС в промышленную эксплуатацию. Это произошло 13 февраля 1976 года. По титулу Заинской ГРЭС был возведён рабочий поселок Новый Зай (ныне город Заинск).
В 2018 году станция была загружена на 35 % и выработала 7 млрд кВт ч.
По данным на конец 2019 года, КПД станции составляет 34 %.

## Новое строительство
В декабре 2019 года правительственная комиссия РФ по энергетике включила Заинскую ГРЭС в программу модернизации старых тепловых станций с выходом на рынок в 2025 году. По итогам торгов в июне текущего года право на заключение договора на выполнение работ по модернизации Заинской ГРЭС получила турецкая компания "Энка".
Строительство нового энергоблока началось в сентябре 2020 года. Энергоблок состоит из одной газовой турбины на 571 МВт, одной паровой турбины на 279 МВт, его суммарная установленная мощность 850 МВт.
4 июля 2022 года председатель комитета Госдумы по энергетике Павел Завальный заявил, что доставка в РФ газовой турбины General Electric невозможна из-за западных санкций. В 2019 году использовать иностранное оборудование разрешила правительственная комиссия, сделав такое исключение по личному поручению президента РФ Владимира Путина, потому что турбины подобной мощности в РФ не выпускают.
7 октября 2022 года было официально объявлено, что проект «поставлен на паузу».

## Перечень основного оборудования
| Агрегат                                                 | Тип       | Изготовитель                      | Количество | Ввод в эксплуатацию | Основные характеристики | Основные характеристики | Источники |
| Агрегат                                                 | Тип       | Изготовитель                      | Количество | Ввод в эксплуатацию | Параметр                | Значение                | Источники |
| ------------------------------------------------------- | --------- | --------------------------------- | ---------- | ------------------- | ----------------------- | ----------------------- | --------- |
| Оборудование паротурбинных установок (энергоблоки 2—12) |           |                                   |            |                     |                         |                         |           |
| Паровой котёл                                           | ПК-47     | ЗиО-Подольск                      | 11         | 1963—1972 г.        | Топливо                 | природный газ           | [ 8 ]     |
| Паровой котёл                                           | ПК-47     | ЗиО-Подольск                      | 11         | 1963—1972 г.        | Производительность      | 640 т/ч                 | [ 8 ]     |
| Паровой котёл                                           | ПК-47     | ЗиО-Подольск                      | 11         | 1963—1972 г.        | Параметры пара          | 140 кгс/см2, 550 °С     | [ 8 ]     |
| Паровая турбина                                         | К-200-130 | Ленинградский металлический завод | 11         | 1963—1972 г.        | Установленная мощность  | 200 МВт                 | [ 8 ]     |
| Паровая турбина                                         | К-200-130 | Ленинградский металлический завод | 11         | 1963—1972 г.        | Тепловая нагрузка       | 10 Гкал/ч               | [ 8 ]     |